# Castanet (Tarn i Garona)
Castanet (tant en occità com en francès: Castanet) és un municipi francès, situat al departament de Tarn i Garona i a la regió d'Occitània.

## Demografia
| 1962                                       | 1968 | 1975 | 1982 | 1990 | 1999 | 2007 |
| ------------------------------------------ | ---- | ---- | ---- | ---- | ---- | ---- |
| 272                                        | 310  | 274  | 275  | 240  | 222  | 232  |
| Des de 1962: població sense dobles comptes |      |      |      |      |      |      |

## Administració
| Període | Identitat      | Partit |
| ------- | -------------- | ------ |
| 2001-   | René Gibergues |        |